# Specialized-lululemon/Saison 2013
Dieser Artikel listet den Kader und die Erfolge des Radsportteams Specialized-lululemon in der Saison 2013 auf.

## Team
| Name                | Geburtstag         | Nationalität           |
| ------------------- | ------------------ | ---------------------- |
| Lisa Brennauer      | 8. Juni 1988       | Deutschland            |
| Gillian Carleton    | 3. Dezember 1989   | Kanada                 |
| Katie Colclough     | 20. Januar 1990    | Vereinigtes Königreich |
| Emilia Fahlin       | 24. Oktober 1988   | Schweden               |
| Chloe Hosking       | 1. Oktober 1990    | Australien             |
| Loren Rowney        | 14. Oktober 1988   | Australien             |
| Carmen Small        | 20. April 1980     | Vereinigte Staaten     |
| Loren Rowney        | 14. Oktober 1988   | Australien             |
| Ally Stacher        | 8. Juni 1987       | Vereinigte Staaten     |
| Evelyn Stevens      | 9. Mai 1983        | Vereinigte Staaten     |
| Ina-Yoko Teutenberg | 28. Oktober 1974   | Deutschland            |
| Ellen van Dijk      | 11. Februar 1987   | Niederlande            |
| Tayler Wiles        | 20. Juli 1980      | Vereinigte Staaten     |
| Trixi Worrack       | 28. September 1981 | Deutschland            |

## Erfolge im Cyclocross
| Datum      | Rennen                                   | Siegerin      |
| ---------- | ---------------------------------------- | ------------- |
| 13. Januar | Deutsche Meisterschaft, Bad Salzdetfurth | Trixi Worrack |

## Erfolge Bahnradsport
| Datum    | Rennen                                              | Siegerin       |
| -------- | --------------------------------------------------- | -------------- |
| 11. Juli | Deutsche Meisterschaft Einzelverfolgung, Oberhausen | Lisa Brennauer |

## Erfolge auf der Straße
| Datum         | Rennen                                         | Kat. | Siegerin                   |
| ------------- | ---------------------------------------------- | ---- | -------------------------- |
| 27. Februar   | Le Samyn des Dames                             | 1.2  | Ellen van Dijk             |
| 5. April      | 3a. Etappe Energiewacht Tour                   | 2.2  | Ellen van Dijk             |
| 3.–7. April   | Gesamtwertung Energiewacht Tour                | 2.2  | Ellen van Dijk             |
| 24. April     | Prolog Gracia Orlová                           | 2.2  | Ellen van Dijk             |
| 25. April     | 1. Etappe Gracia Orlová                        | 2.2  | Evelyn Stevens             |
| 26. April     | 2. Etappe Gracia Orlová                        | 2.2  | Ellen van Dijk             |
| 27. April     | 4. Etappe Gracia Orlová                        | 2.2  | Ellen van Dijk             |
| 28. April     | 5. Etappe Gracia Orlová                        | 2.2  | Loren Rowney               |
| 24.–28. April | Gesamtwertung Gracia Orlová                    | 2.2  | Ellen van Dijk             |
| 20. Mai       | 4. Etappe Tour du Languedoc Roussillon         | 2.2  | Loren Rowney               |
| 20. Mai       | Chrono Gatineau                                | 1.1  | Carmen Small               |
| 21. Mai       | 5. Etappe Tour du Languedoc Roussillon         | 2.2  | Lisa Brennauer             |
| 22. Mai       | 6. Etappe Tour du Languedoc Roussillon         | 2.2  | Gillian Carleton           |
| 25. Mai       | US-Meisterschaft Einzelzeitfahren              | CN   | Carmen Small               |
| 2. Juni       | The Philadelphia Cycling Classic               | 1.2  | Evelyn Stevens             |
| 15. Juni      | 1b. Etappe Giro del Trentino Alto Adige        | 2.1  | Evelyn Stevens             |
| 16. Juni      | Gesamtwertung Giro del Trentino Alto Adige     | 2.1  | Evelyn Stevens             |
| 19. Juni      | Niederländische Meisterschaft Einzelzeitfahren | CN   | Ellen van Dijk             |
| 21. Juni      | Deutsche Meisterschaft Einzelzeitfahren        | CN   | Lisa Brennauer             |
| 22. Juni      | Deutsche Meisterschaft Straße                  | CN   | Trixi Worrack              |
| 7. Juli       | 8. Etappe Giro d’Italia Femminile              | 2.1  | Ellen van Dijk             |
| 16. Juli      | 2. Etappe Internationale Thüringen Rundfahrt   | 2.1  | Carmen Small               |
| 16. August    | Open de Suède Vårgårda TTT                     | CDM  | Specialized-Lululemon      |
| 23. August    | 1. Etappe Lotto Belisol Belgium Tour (MZF)     | 2.2  | Specialized-lululemon      |
| 26. August    | Gesamtwertung Lotto Belisol Belgium Tour       | 2.2  | Ellen van Dijk             |
| 4. September  | 2. Etappe Boels Rental Ladies Tour (MZF)       | 2.1  | Specialized-lululemon      |
| 8. September  | Gesamtwertung Boels Rental Ladies Tour         | 2.1  | Ellen van Dijk             |
| 15. September | Chrono Champenois - Trophée Européen           | 1.1  | Ellen van Dijk             |
| 22. September | Weltmeisterschaften Teamzeitfahren             | CM   | Team Specialized-lululemon |